# قهرمانی کشتی جهان ۱۹۱۰
قهرمانی کشتی جهان ۱۹۱۰ ششمین دوره از رقابت‌های قهرمانی جهان می‌باشد که ۶ ژوئن ۱۹۱۰ در دوسلدورف، آلمان برگزار گردید.

## جدول مدال‌ها
| رتبه           | کشور           | طلا | نقره | برنز | مجموع |
| -------------- | -------------- | --- | ---- | ---- | ----- |
| ۱              | آلمان          | ۴   | ۴    | ۱    | ۹     |
| ۲              | دانمارک        | ۰   | ۰    | ۲    | ۲     |
| ۳              | هلند           | ۰   | ۰    | ۱    | ۱     |
| مجموع (۳ کشور) | مجموع (۳ کشور) | ۴   | ۴    | ۴    | ۱۲    |

## خلاصه مدال‌ها

### فرنگی مردان
| رویداد | طلا                      | نقره                  | برنز                         |
| ۶۰ ک‌گ  | Karl Wernicke · آلمان    | Uwe Fricker · آلمان   | Jürgen Christian · آلمان     |
| ۷۰ ک‌گ  | Fritz Altroggen · آلمان  | H. Bauer · آلمان      | J. Gelot · هلند              |
| ۸۵ ک‌گ  | Hermann Buchholz · آلمان | Fritz Kärcher · آلمان | Harald Christensen · دانمارک |
| ۸۵+ ک‌گ | Gustav Sperling · آلمان  | Otto Büren · آلمان    | سورن مارینوس ینسن · دانمارک  |